# Saint-Antoine-d'Auberoche
Saint-Antoine-d'Auberoche är en kommun i departementet Dordogne i regionen Nouvelle-Aquitaine i sydvästra Frankrike. Kommunen ligger i kantonen Saint-Pierre-de-Chignac som tillhör arrondissementet Périgueux. År 2018 hade Saint-Antoine-d'Auberoche 140 invånare.

## Befolkningsutveckling
Antalet invånare i kommunen Saint-Antoine-d'Auberoche
Referens:INSEE